# 雷夫賓齊
49°34′37″N 32°22′10″E / 49.57694°N 32.36944°E
雷夫賓齊（烏克蘭語：Ревбинці）是位於烏克蘭中部的村莊，由切爾卡瑟州佐洛托諾沙區的伊爾克利伊夫市鎮負責管轄。該村始建於1745年，面積455.3平方公里，海拔高度100米，2001年人口853，人口密度每平方公里1.9人。